# Joel Mason
Joel Gregory Mason (* 12. März 1912 in Iron River, Michigan, USA; † 31. Oktober 1995 in Grosse Pointe, Michigan) war ein US-amerikanischer American-Football-Spieler und Basketballtrainer. Er spielte unter anderem bei den Green Bay Packers in der National Football League (NFL).

## Spielerkarriere
Joel Mason studierte an der Western Michigan University und wurde nach seinem Studium Basketballtrainer an einer High School. Da es sein Ziel war professionell American Football zu spielen, nahm er 1939 an einem Probetraining der Green Bay Packers teil und erhielt einen Profivertrag. Noch vor dem Beginn der Spielrunde gaben die Packers Mason an die von Ernie Nevers trainierten Chicago Cardinals ab.

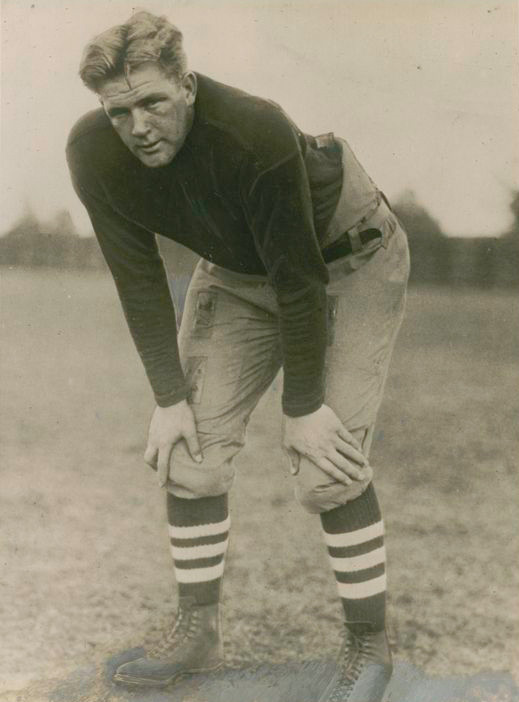
Ernie Nevers

Nach einem Spieljahr in Chicago schloss sich Mason den Boston Bears an, einer Mannschaft, die in der American Football League (AFL) angesiedelt war. Die Mannschaft existierte lediglich im Jahr 1940 und musste danach aufgrund finanzieller Probleme den Spielbetrieb einstellen. Mason wechselte danach zum Ligakonkurrenten Milwaukee Chiefs, um im gleichen Jahr noch in weiteren Mannschaften, die in unterklassigen Ligen spielten, tätig zu sein.

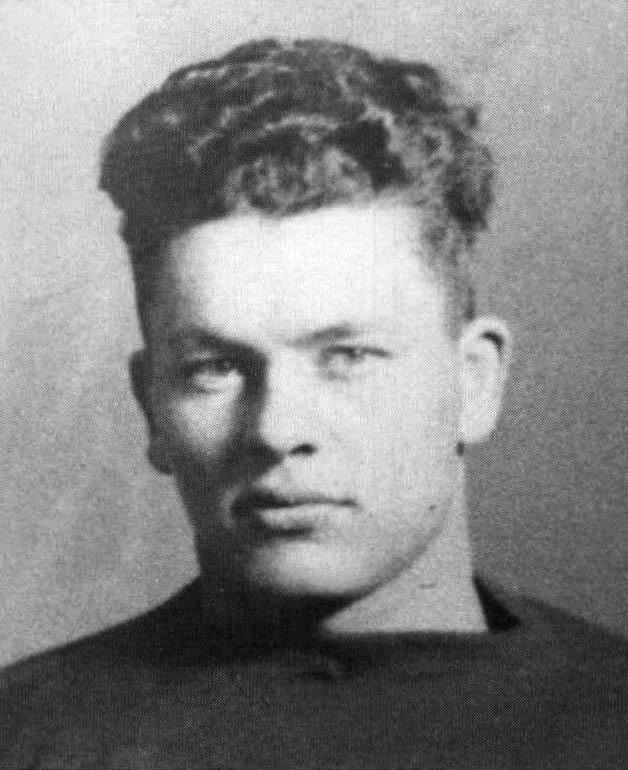
Curly Lambeau

Joel Mason wechselte vor der Saison 1942 zurück zu den Green Bay Packers, die von Curly Lambeau trainiert wurden. Als Wide Receiver wurde er zusammen mit Don Hutson in der Offense der Packers eingesetzt und hatte in erster Linie Aufgaben als Blocker wahrzunehmen. Im Jahr 1944 konnten sich die Packers für das NFL Endspiel qualifizieren. Gegner im Endspiel waren die von Steve Owen betreuten New York Giants. Die Packers gewannen das Spiel mit 14:7. Nach einem weiteren Spieljahr bei den Packers beendete Mason 1945 seine Laufbahn.
Bereits während seiner Footballlaufbahn spielte Mason kurzzeitig professionell Basketball bei den Sheboygan Red Skins in der National Basketball League.

## Trainerlaufbahn
Im Jahr 1946 wechselte Joel Mason als Assistenztrainer der Footballmannschaft an die Wayne State University. Kurze Zeit später übernahm er dort das Amt eines Assistenztrainers der Basketballmannschaft. Von 1948 bis 1966 war er Cheftrainer dieser Mannschaft. Bis 1978 lehrte er weiter an der Wayne State University und war gleichzeitig zeitweise als Golflehrer und Sportdirektor tätig. Im Jahr 1978 setzte er sich zur Ruhe.

## Ehrungen
Nach der Saison 1940 wurde Joel Mason in das 1940 AFL All-League Team gewählt.
Die Wayne State University nahm Joel Mason im Jahr 1981 in die Wayne State Athletic Hall of Fame auf.